# 和田久太郎
和田 久太郎（わだ きゅうたろう、1893年〈明治26年〉2月6日 - 1928年〈昭和3年〉2月20日）は、日本の無政府主義者、労働運動家、俳人である。温厚な人柄で「久さん」あるいは「久太」の愛称で親しまれた。福田大将狙撃事件で逮捕され、無期懲役。獄中で俳句等の著述をしたが、しばらく後に自殺した。俳号は酔蜂(すいほう）で、和田酔蜂とも称す。

## 略歴
兵庫県明石市材木町に生まれた。父は生魚問屋に勤めていたが、貧乏子だくさんで経済的に貧窮。久太郎は角膜の病気で小学校もあまり行けず、11歳から大阪北浜の株屋に丁稚奉公に出た。その後、仕事のかたわら実業補習学校に通って、長じて質屋の番頭となり、人足に転じ、抗夫、車夫を経て、労働運動に身を投じるようになった。また15歳のころから俳句をたしなんだ。
売文社に入社して、堺利彦や大杉栄らと親交を結んた。サンディカリスムを熱心に研究し、久板卯之助と共に、日蔭茶屋事件で人望を失った後の大杉栄の両腕と呼ばれるようになった。淀橋町柏木の大杉家の二階に寄宿し、和田と久板、村木源次郎は同宿同飯の仲であった。
社会の底辺の人々を愛し、無政府主義伝道と称して全国を流浪して体を壊したために、1923年2月頃から5月まで栃木県那須温泉の旅館小松屋新館で湯治。そこで浅草十二階の娼婦堀口直江と恋に落ち、性病に感染したが、東京に戻ってからも交際を続けた。
1923年9月、関東大震災の直後に親友の大杉栄が殺害された甘粕事件では大きな衝撃を受け、右翼団体に葬儀の際に遺骨を盗まれる（大杉栄遺骨奪取事件）至って激憤。彼の仇を討つという名目で、前年まで戒厳司令官の地位にあった陸軍大将福田雅太郎の暗殺を、ギロチン社の古田大次郎や村木ら4名と計画。和田らは福田大将が甘粕事件の命令者と考えていた。
爆弾テロを計画した和田らは、爆弾を試作して下谷区谷中清水町の公衆便所や青山墓地で実験し成功。1924年9月1日、震災の一周年忌に和田は自動式爆弾一個及び五連発拳銃一梃を携えて東京本郷三丁目のフランス料理店・燕楽軒で福田大将を待ち伏せした。そして、車から降りた福田を背後から狙撃するものの、初弾は安全のために空弾が装填されていたことを和田は知らず（異説あり。「福田大将狙撃事件をめぐる異説」参照）、至近距離からの発砲だったにもかかわらずわずかに火傷を負わせたのみで、大将の同行者であった石浦謙二郞大佐にその場で取り押さえられ、逮捕された。
1925年、上記罪状の併合罪にて無期懲役判決。余りに重い量刑に、弁護士の山崎今朝弥は「地震憲兵火事巡査。甘粕は三人殺しで仮出獄？　久さん未遂で無期懲役！」と憤慨した。ただし翌年の大正天皇の崩御により恩赦があり、懲役20年に減刑された。
最初、網走刑務所に入れられ、秋田刑務所に移送。俳句などを多く作って手紙などにしたため、獄中から友人に送った。著作『獄窓から』は1927年に出版され、その俳句は芥川龍之介の絶賛を受けた。
しかし和田は長く肺病を患っており、古田の刑死、村木の病死を知って悲観し、1928年2月20日午後7時頃、看守の目を盗んで自殺した。
和田の遺骸は、労働社の近藤憲二らが秋田県まで行ってもらいうけて荼毘に付し、都営青山霊園の古田大次郎の墓側に葬られた。

## 福田大将狙撃事件をめぐる異説
一般に和田が福田雅太郎を撃った弾丸は空弾だったとされており、このことは事件の判決書にも書かれている。
しかし、和田とともに福田暗殺を目論んだ村木源次郎（当日は事件現場近くの長泉寺に潜り込んでいた。同寺では震災一周年の法要が予定されており、福田が講演することになっていた）は弾が空弾だったという当時の新聞報道を否定していたという。
仮に実弾だったのなら、なぜ福田は軽傷で済んだのか？これについて和田や村木とも面識のあったプロレタリア作家の江口渙は1966年に刊行した『たたかいの作家同盟記：わが文学半生記・後編』で次のように説明している。
当の和田は獄中で次のように自らの行動を振り返っている――「俺の行動は空弾だったなどというお茶番めいた事に終ってしまったが」。しかし、時の陸軍大将が結果的には軽傷だったとはいえテロリストに狙撃されたとすれば軍の威信に関わる。そのため、弾は空弾で狙撃は一場の茶番劇に過ぎなかった、ということで事件が処理された可能性はある。

## 著書
- 『獄窓から』労働運動社、1927年3月。 NCID BA37976886。全国書誌番号:46088132 全国書誌番号:73015321 NDLJP:1171961 NDLJP:1908662。
  - 『獄窓から』改造社〈改造文庫 第2部 第162篇〉、1930年11月。 NCID BN13336597。全国書誌番号:46089106 NDLJP:1177042。
  - 『獄窓から』幻燈社、1971年9月。 NCID BN1213087X。全国書誌番号:73004614 NDLJP:12226137。
  - 近藤憲二 編『獄窓から』（増補決定版）黒色戦線社、1971年9月。 NCID BN1213087X。全国書誌番号:73004614 NDLJP:12225403。
  - 『獄窓から』（真正版）黒色戦線社、1988年9月。 NCID BN03917094。全国書誌番号:89030562。

## 関連作品
小説
- 松下竜一『久さん伝―あるアナキストの生涯』（1983） - 伝記的事実をもとにしたノンフィクション小説。

映画
- 『大虐殺』（1960年） - 甘粕事件を題材にしており、和田をモデルにした人物を若宮隆二が演じた。
- 『華の乱』（1988年） - 大杉栄（演 風間杜夫）と共に活動する姿を内藤剛志が演じた。
- 『シュトルム・ウント・ドランクッ』（2014年） - 監督 山田勇男。ギロチン社を題材にしており、和田久太郎は吉岡睦雄が演じた。
- 『菊とギロチン』（2018年） - ギロチン社を題材の1つにしており、和田久太郎は山中崇が演じた。

テレビドラマ
- 『風よあらしよ』 - 2022年のNHK BSプレミアムドラマ。和田久太郎は金井勇太が演じた。